# Neothyris parva
Neothyris parva är en armfotingsart som beskrevs av Cooper 1982. Neothyris parva ingår i släktet Neothyris och familjen Terebratellidae. Inga underarter finns listade i Catalogue of Life.